# L'amore è una cosa semplice
| Recensione | Giudizio |
| ---------- | -------- |
| Rockol     |          |

L'amore è una cosa semplice è il quinto album in studio del cantautore italiano Tiziano Ferro, pubblicato il 28 novembre 2011.
Il disco ha riscosso grande successo ed è stato il più venduto in Italia nel 2012.
L'album è stato pubblicato anche in lingua spagnola con il titolo El amor es una cosa simple.

## Descrizione
Anticipato il 14 ottobre 2011 dal singolo La differenza tra me e te, L'amore è una cosa semplice è composto da 13 brani inediti e una reinterpretazione ed è uscito a tre anni di distanza dal precedente album in studio Alla mia età. Fatta eccezione per Smeraldo, la cui composizione è cominciata nel 2002, tutti i brani composti dal cantautore sono stati scritti e prodotti tra il 2010 e il 2011; il brano di apertura Hai delle isole negli occhi è stato scritto nel giorno di Pasquetta del 2011.

### I brani
Hai delle isole negli occhi è l'ultimo brano composto per l'album; La differenza tra me e te è un brano pop rock che richiama le atmosfere musicali degli anni ottanta; La fine è una reinterpretazione dell'omonimo brano di Nesli presente in Fragile - Nesliving Vol. 2 del 2009, che parla di timidezza e della fragilità che si mostra a volte in alcune persone. Interludio: 10.000 scuse è un brano hip hop che riporta l'artista alle sue origini musicali, mentre L'ultima notte al mondo è stata la prima canzone scritta per l'album. Paura non ho è stata interamente composta da Irene Grandi sull'isola d'Elba, TVM (ti voglio male) è un bossa nova scritto guardando la costa di Taormina, Troppo buono è un'accusa contro una persona amata che non ha saputo meritare l'affetto ricevuto: pur essendo a conoscenza delle difficoltà di una relazione viene espresso il rammarico di essere stato appunto troppo buono. Quiero vivir con vos è un brano swing, mentre Per dirti ciao! prende ispirazione da una lettera ricevuta da una fan che racconta di essere rimasta vedova in giovane età.

### Pubblicazione
Il 12 marzo 2012 è stata pubblicata l'edizione in lingua spagnola per l'America Latina, mentre il 25 maggio è uscita l'edizione per Austria e Germania contenente la versione italo-tedesca del brano L'amore è una cosa semplice, Liebe ist einfach/L'amore è una cosa semplice, in duetto con la cantautrice R&B tedesca Cassandra Steen ed estratta come primo singolo dell'album il 13 aprile 2012. Il 25 settembre 2012 è stata commercializzata l'edizione in lingua spagnola per la Spagna, contenente una nuova versione del brano El amor es una cosa simple eseguita in duetto con la cantante spagnola Malú ed estratta come primo singolo dell'album il 19 maggio 2012; in questa versione il testo è leggermente differente rispetto a quella da solista.
Per la promozione dell'album, Tiziano Ferro ha intrapreso un tour internazionale tra aprile e agosto 2012, intitolato L'amore è una cosa semplice Tour 2012.
Il 20 novembre 2012 è stata pubblicata in Italia l'edizione speciale di L'amore è una cosa semplice, contenente una nuova versione dell'album originale con l'aggiunta della traccia multimediale Trama sintetica di una giornata storica (documentario che racconta la giornata del 14 luglio allo Stadio Olimpico di Roma, tappa de L'amore è una cosa semplice Tour 2012 durante la quale l'artista si è esibito davanti a oltre 50.000 fan) e un secondo CD intitolato L'amore è una cosa swing, composto da cinque brani provenienti dai precedenti album e riarrangiati in chiave swing, l'inedito Per te (For You) scritto da Ferro, David Foster e Chris Botti, precedentemente pubblicato nell'album Impressions del 2012 di Botti e interpretato da Andrea Bocelli, e il medley live TVM/Quiero vivir con vos registrato a maggio 2012 al Mediolanum Forum d'Assago a Milano. L'edizione pubblicata in Spagna contiene inoltre La diferencia entre tú y yo in versione swing.
Nel 2012 i brani L'amore è una cosa semplice e TVM (ti voglio male) sono stati inseriti nella colonna sonora del film L'amore è imperfetto.

## Promozione
Il primo singolo estratto dall'album in Italia è stato La differenza tra me e te, che ha debuttato alla seconda posizione della Top Singoli. Ad esso hanno fatto seguito L'ultima notte al mondo, Hai delle isole negli occhi, Per dirti ciao!, Troppo buono, l'omonimo L'amore è una cosa semplice e La fine. I primi tre singoli estratti raggiungono la vetta dei brani più trasmessi dalle radio italiane.
Il primo ed unico singolo estratto in Austria e in Germania è Liebe ist einfach/L'amore è una cosa semplice, versione italo-tedesca del brano in duetto con Cassandra Steen.
Negli Stati Uniti d'America e in America Latina vengono estratti La diferencia entre tú y yo e La última noche del mundo. In Spagna i singoli sono invece La diferencia entre tú y yo e El amor es una cosa simple in duetto con Malú.

## Tracce
Testi e musiche di Tiziano Ferro, eccetto dove indicato.

### L'amore è una cosa semplice
1. Hai delle isole negli occhi – 3:58
2. L'amore è una cosa semplice – 4:02
3. La differenza tra me e te – 3:53
4. La fine – 3:45 (testo: Francesco Nesli Tarducci – musica: Marco Zangirolami) – originariamente interpretata da Nesli
5. Smeraldo – 3:11
6. Interludio: 10.000 scuse – 2:29
7. L'ultima notte al mondo – 3:53
8. Paura non ho – 3:03 (Irene Grandi)
9. TVM (ti voglio male) – 4:12
10. Troppo buono – 4:30
11. Quiero vivir con vos – 3:41
12. ...Ma so proteggerti – 4:55
13. Per dirti ciao! – 3:33
14. Karma (feat. John Legend) – 3:18 (testo: Billy Mann) – assente nella versione LP

Traccia bonus (Austria, Germania)
1. Liebe ist einfach/L'amore è una cosa semplice (con Cassandra Steen) – 4:04

### El amor es una cosa simple
America Latina, Stati Uniti
1. Islas en tus ojos – 3:58 – adattamento spagnolo di Mónica Vélez e Angélica Enciso
2. El amor es una cosa simple – 4:02 – adattamento spagnolo di Mónica Vélez
3. La diferencia entre tú y yo – 3:53 – adattamento spagnolo di Tiziano Ferro e Pablo Alborán
4. El fin – 3:45 (testo: Francesco Nesli Tarducci - adattamento spagnolo: Mónica Vélez – musica: Marco Zangirolami) – originariamente interpretata da Nesli
5. Esmeralda – 3:11 – adattamento spagnolo di Jorge Zelev
6. Interludio: 10.000 scuse – 2:29
7. La última noche del mundo – 3:53 – adattamento spagnolo di Mónica Vélez
8. No tengo temor – 3:03 (Irene Grandi - adattamento spagnolo: Jesús Heredía)
9. TVM (ti voglio male) – 4:12
10. Demasiado bueno – 4:30 – adattamento spagnolo di Jorge Zelev
11. Quiero vivir con vos – 3:41
12. ...Ma so proteggerti – 4:55
13. Te digo adiós! – 3:33 – adattamento spagnolo di Jesús Heredía
14. Karma (feat. John Legend) – 3:18 (testo: Billy Mann)

Spagna
1. Islas en tus ojos – 3:58 – adattamento spagnolo di Mónica Vélez e Angélica Enciso
2. El amor es una cosa simple (feat. Malú) – 3:58 – adattamento spagnolo di Mónica Vélez
3. La diferencia entre tú y yo – 3:53 – adattamento spagnolo di Tiziano Ferro e Pablo Alborán
4. El fin – 3:45 (testo: Francesco Nesli Tarducci - adattamento spagnolo: Mónica Vélez – musica: Marco Zangirolami) – originariamente interpretata da Nesli
5. Esmeralda – 3:11 – adattamento spagnolo di Jorge Zelev
6. Interludio: 10.000 scuse – 2:29
7. La última noche del mundo – 3:53 – adattamento spagnolo di Mónica Vélez
8. No tengo temor – 3:03 (Irene Grandi - adattamento spagnolo: Jesús Heredía)
9. TVM (ti voglio male) – 4:12
10. Demasiado bueno – 4:30 – adattamento spagnolo di Jorge Zelev
11. Quiero vivir con vos – 3:41
12. ...Ma so proteggerti – 4:55
13. Te digo adiós! – 3:33 – adattamento spagnolo di Jesús Heredía
14. Karma (feat. John Legend) – 3:18 (testo: Billy Mann)
15. El amor es una cosa simple (Bonus Track) – 3:58 – adattamento spagnolo di Mónica Vélez

### Edizione speciale
CD bonus – L'amore è una cosa swing
1. Eri come l'oro ora sei come loro (Swing Version) – 3:55
2. L'olimpiade (Swing Version) – 3:03
3. La differenza tra me e te (Swing Version) – 4:14
4. Il bimbo dentro (Swing Version) – 4:43
5. Xverso (Swing Version) – 3:38
6. Per te (For You) (Inedito) – 4:15 (musica: David Foster, Chris Botti)
7. Medley (Live in Milan) – 6:05
8. La diferencia entre tú y yo (Swing Version) – 4:14 (adattamento spagnolo di Tiziano Ferro e Pablo Alborán) – presente solo nell'edizione spagnola

Traccia multimediale
1. Trama sintetica di una giornata storica (Documentario) – 17:42

## Formazione
Musicisti
- Tiziano Ferro – voce, arrangiamento
- Michael Landau – chitarra elettrica e acustica
- Reggie Hamilton – basso
- Larry Goldings – pianoforte, Organo Hammond e Wurlitzer
- Christian "Noochie" Rigano – tastiera, sintetizzatore, pianoforte e Rhodes
- Michele Canova Iorfida – tastiera, sintetizzatore, arrangiamento
- Lenny Castro – percussioni
- Perry Montague-Mason – strumenti ad arco
- Vinnie Colaiuta – batteria (tracce 1, 2, 3 e 9)
- Davide Tagliapietra – chitarra aggiuntiva (tracce 3 e 13)
- Matt Chamberlain – batteria (tracce 4, 7, 12 e 13)

Produzione
- Michele Canova Iorfida – produzione
- Fabrizio Giannini – produzione esecutiva
- Joe Chiccarelli – registrazione presso gli Henson Recording Studios di Hollywood
- Pino Pinaxa Pischetola – missaggio
- Patrizio Simonini – assistenza tecnica
- Antonio Baglio – mastering presso i Nautilus Studios di Milano

Special Edition
- Giorgio Secco – chitarra acustica ed elettrica
- Reggie Hamilton – basso elettrico e contrabbasso
- Luca Scarpa – pianoforte e organo Hammond
- Gary Novak – batteria e percussioni
- Fabrizio Bosso – tromba (traccia 6)
- Michele Canova Iorfida – registrazione presso il Kaneepa Studio di Milano

## Successo commerciale
L'amore è una cosa semplice esordisce in vetta alla Classifica FIMI Album, mantenendo la posizione per altre quattro settimane e restando tra le prime dieci posizioni per sei mesi consecutivi. In corrispondenza all'uscita del singolo Per dirti ciao!, l'album passa dal 17º al 5º posto in due settimane, raggiungendo la seconda posizione nella classifica successiva (mantenuta per sei settimane), posizione che non raggiungeva da quasi sei mesi. L'album abbandona la classifica per la prima volta il 25 novembre 2013, dopo ben 104 settimane, tornando saltuariamente nelle settimane successive.
Nella settimana di pubblicazione dell'album, l'omonimo brano è entrato alla nona posizione della Top Singoli. Tale successo è inedito nel mercato italiano: il brano non è ancora stato estratto come singolo, quindi non è stato promosso con la distribuzione radiofonica, e questo rende notevole un piazzamento così alto e duraturo in classifica (superando molti singoli); inoltre, di conseguenza, questo ha reso Tiziano Ferro nella settimana di pubblicazione dell'album dominatore delle classifiche, con due brani tra le prime dieci posizioni (e l'album al primo posto). Una cosa simile accade nell'estate del 2012 per il brano Smeraldo, entrato in classifica all'80º posto in Belgio.
Ad un anno dalla pubblicazione l'album mantiene la quarta posizione in classifica, posizione alla quale inizia anche l'anno 2013.

### Vendite
Ad una settimana dalla pubblicazione l'album è stato certificato disco di platino dalla FIMI per le oltre 60 000 copie vendute in Italia, complice anche la prevendita iniziata sull'iTunes Store il 14 novembre 2011. Due sole settimane dopo ottiene il doppio disco di platino (allora multiplatino), registrando un vero e proprio boom di vendite. A fine febbraio 2012 vengono certificate le 240 000 copie vendute in Italia, mentre il 13 luglio dello stesso anno la FIMI dichiara in una nota ufficiale che L'amore è una cosa semplice è il secondo album più venduto in Italia nel primo semestre del 2012.
Il 6 agosto vengono certificate le oltre 300 000 copie vendute equivalenti al quinto disco di platino, mentre il 14 gennaio 2013 la FIMI dichiara l'album il più venduto del 2012, appena dopo la certificazione del sesto disco di platino.

### Riconoscimenti
Con L'amore è una cosa semplice Tiziano Ferro ottiene il 26 maggio 2012 presso l'Arena di Verona il premio Wind Music Award nella categoria CD Multiplatino. Riceve inoltre a dicembre 2012 una candidatura ai World Music Awards 2012 nella categoria Miglior album.
A gennaio 2013 L'amore è una cosa semplice - Special Edition viene premiato da un sondaggio del quotidiano la Repubblica come Disco del 2012. A marzo 2013 riceve una candidatura ai World Music Awards 2013 nella categoria Miglior album. Sempre con L'amore è una cosa semplice - Special Edition ottiene il 3 giugno 2013 presso il Foro Italico di Roma il premio Wind Music Award nella categoria CD Multiplatino.
A febbraio 2014 L'amore è una cosa semplice - Special Edition riceve una candidatura ai World Music Awards 2014 nella categoria Miglior album.

## Classifiche

### Classifiche settimanali
| Classifica (2011/12) | Posizione massima |
| -------------------- | ----------------- |
| Belgio (Vallonia)    | 6                 |
| Italia               | 1                 |
| Messico              | 77                |
| Spagna               | 13                |
| Svizzera             | 5                 |

### Classifiche di fine anno
| Classifica (2011) | Posizione |
| ----------------- | --------- |
| Italia            | 8         |
| Svizzera          | 96        |
| Classifica (2012) | Posizione |
| Belgio (Vallonia) | 14        |
| Italia            | 1         |
| Svizzera          | 74        |
| Classifica (2013) | Posizione |
| Italia            | 33        |

## Date di pubblicazione
| Stato                 | Data di pubblicazione | Lingua   | Edizione                |
| --------------------- | --------------------- | -------- | ----------------------- |
| Italia                | 28 novembre 2011      | italiana | Italian Edition         |
| Belgio                | 10 febbraio 2012      | italiana | Italian Edition         |
| Argentina             | 12 marzo 2012         | spagnola | USA-Latin Edition       |
| Barbados              | 12 marzo 2012         | spagnola | USA-Latin Edition       |
| Bolivia               | 12 marzo 2012         | spagnola | USA-Latin Edition       |
| Brasile               | 12 marzo 2012         | spagnola | USA-Latin Edition       |
| Cile                  | 12 marzo 2012         | spagnola | USA-Latin Edition       |
| Colombia              | 12 marzo 2012         | spagnola | USA-Latin Edition       |
| Ecuador               | 12 marzo 2012         | spagnola | USA-Latin Edition       |
| Guatemala             | 12 marzo 2012         | spagnola | USA-Latin Edition       |
| Messico               | 12 marzo 2012         | spagnola | USA-Latin Edition       |
| Nicaragua             | 12 marzo 2012         | spagnola | USA-Latin Edition       |
| Panamá                | 12 marzo 2012         | spagnola | USA-Latin Edition       |
| Paraguay              | 12 marzo 2012         | spagnola | USA-Latin Edition       |
| Perù                  | 12 marzo 2012         | spagnola | USA-Latin Edition       |
| Repubblica Dominicana | 12 marzo 2012         | spagnola | USA-Latin Edition       |
| Venezuela             | 12 marzo 2012         | spagnola | USA-Latin Edition       |
| Italia                | 26 marzo 2012         | spagnola | USA-Latin Edition       |
| Stati Uniti           | 26 marzo 2012         | spagnola | USA-Latin Edition       |
| Austria               | 25 maggio 2012        | italiana | Austrian-German Edition |
| Germania              | 25 maggio 2012        | italiana | Austrian-German Edition |
| Francia               | 20 giugno 2012        | italiana | Italian Edition         |
| Spagna                | 25 settembre 2012     | spagnola | Spanish Edition         |
| Italia                | 20 novembre 2012      | italiana | Special Italian Edition |
| Spagna                | 20 novembre 2012      | spagnola | Special Spanish Edition |